# 高雄八景
高雄八景或稱打狗八景，是日治時期出現的對高雄一帶八處名景的稱呼。這八者分別是「旗山夕照」、「埕埔曉鷺」、「猿峰夜雨」、「戌樓秋月」、「江港歸帆」、「鼓灣濤聲」、「苓洲晴嵐」、「江村漁歌」。

## 解釋
- 「旗山夕照」：旗後山的夕陽、波濤、燈塔景色。[2]
- 「埕埔曉鷺」：鹽埕一帶鹽田曉霧中白鷺飛掠景象。
- 「猿峰夜雨」：壽山上猿聲與雨夜。
- 「戌樓秋月」：港口丘上、旗後炮台上的熱帶秋季夜景。
- 「江港歸帆」：港內夕輝與歸港帆影。
- 「鼓灣濤聲」：港外海潮與浪擊聲。
- 「苓州晴嵐」：苓雅寮突出於港灣所形成的青嵐景色。
- 「江村漁歌」：旗後、中洲的漁民所構成的景象。